# Mussulo

O Mussulo, também chamado de restinga de Palmeirinhas-Mussulo, é um cordão litoral e banco de areia, em forma de cabo, formado pelos sedimentos do rio Cuanza, na costa sul da província de Luanda, em Angola. Está administrativamente vinculado ao município de Mussulo. Têm cerca de 30 km de comprimento.
O cordão litoral do Mussulo abriga a baía do Mussulo que alberga três ilhas e um ilhéu no seu interior, sendo a ilha da Cazanga (ou ilha dos Padres), o ilhéu dos Pássaros, a ilha do Desterro e a ilha da Quissanga.
Local utilizado como descanso e de lazer para luandinos e visitantes, as praias do Mussulo tem vegetação litorânea, caracterizada por muitos coqueiros. Do outro lado da restinga, voltada para o Oceano Atlântico, dominam imensas faixas de praias de areia branca.
O Mussulo é local também de prática de desportos aquáticos.